# Nick Wechsler
Nick Wechsler (* 3. září 1978, Albuquerque, Nové Mexiko, Spojené státy americké) je americký herec, nejlépe známý díky rolím Kylea Valentiho v seriálu Roswell a Jacka Portera v seriálu Pomsta.

## Kariéra
Po odmaturování na střední škole se přestěhoval do Hollywoodu a získal menší roli v televizním filmu Příběh jednoho života. Krátce poté byl obsazen do seriálu Knight Rider tým, kde hrál Kevina "Treka" Sanderse. Dále se objevil v seriálech Policie z Palm Beach, The Lazarus Man a ve filmu Nejlepší hra.
Od roku 1999 se objevoval na televizních obrazovkách jako Kyle Valenti v seriálu Roswell. Po seriálu se objevil v několika dalších seriálech: Malcolm v nesnázích, North Shore, Odložené případy, Terminátor: Příběh Sáry Connorové, Volání mrtvých, It's Always Sunny in Philadelphia a Šerifové z Texasu.
Během let 2007 a 2008 se objevil v třech epizodách seriálu Beze stopy. V roce 2008 získal roli ve filmu Lie to Me.
V roce 2011 byl obsazen do hlavní role Jacka Portera seriálu stanice ABC Pomsta. Poté, co seriál v roce 2015 skončil získal roli v seriálu NBC Hráč. V roce 2016 byl obsazen do vedlejší role seriálu Chicago P.D.. Během let 2017 až 2018 hrál v seriálu Dynastie. V roce 2018 začal hrát roli Anthony Cola v seriálu Špinaví poldové.

## Filmografie

### Film
| Rok  | Název                 | Role            | Poznámky            |
| ---- | --------------------- | --------------- | ------------------- |
| 1996 | Příběh jednoho života | Mugger          |                     |
| 1999 | Chicks, Man           | Nick            |                     |
| 2000 | Perfect Game          |                 | video film          |
| 2007 | Infamous              | Andre           | video film          |
| 2008 | Anatomie lži          | Luke            |                     |
| 2010 | 3B                    | Carrey          | krátkometrážní film |
| 2010 | Switchback            | Jonathan Weston |                     |

### Televize
| Rok       | Název                             | Role                 | Poznámky                                         |
| --------- | --------------------------------- | -------------------- | ------------------------------------------------ |
| 1997-1998 | Knight Rider tým                  | Kevin "Trek" Sanders | hlavní role, 22 dílů                             |
| 1999-2002 | Roswell                           | Kyle Valenti         | hlavní role, 61 dílů                             |
| 2003      | Malcolm v nesnázích               | Donnie               | díl: „Reese's Party“                             |
| 2004      | Volání mrtvých                    | Marc Colvin          | díl: „D.O.A.“                                    |
| 2004      | North Shore                       | Justin Silver        | díl: „The Big One“                               |
| 2005      | Odložené případy                  | Manny                | díl: „The Promise“                               |
| 2006      | Drzá Jordan                       | Hopper               | díl: „Thin Ice“                                  |
| 2006      | Spiknutí                          | Gabe Barnett         | 2 díly                                           |
| 2007-2008 | Beze stopy                        | Joe Giusti           | 3 díly                                           |
| 2008      | Terminátor: Příběh Sáry Connorové | Ridge                | díl: „Pilot“                                     |
| 2009-2011 | It's Always Sunny in Philadelphia | Brad                 | 3 díly                                           |
| 2010      | Past Life                         | Brian Dugan          | díl: „Soul Music“                                |
| 2010      | Šerifové z Texasu                 | Adam Rothschild      | díl: „Above the Law“                             |
| 2011–2015 | Pomsta                            | Jack Porter          | hlavní role, 89 dílů                             |
| 2015      | Hráč                              | Nick                 | vedlejší role, 4 díly                            |
| 2017      | Chicago P.D.                      | Kenny Rixton         | vedlejší role, 6 dílů                            |
| 2017–2018 | Dynastie                          | Matthew Blaisdel     | 4 díly                                           |
| 2018      | Špinaví poldové                   | Anthony Cole         | vedlejší role (3. řada), 9 dílů                  |
| 2019      | Tohle jsme my                     | Ryan Sharp           | díly: „Strangers“, „Sorry“ a „Storybook Love“    |
| 2019      | For All Mankind                   | Fred                 | díly: „He Built the Saturn V“ a „Into the Abyss“ |

## Ocenění a nominace
| Rok  | Ocenění           | Kategorie                       | Práce   | Výsledek |
| ---- | ----------------- | ------------------------------- | ------- | -------- |
| 2002 | Teen Choice Award | nejlepší seriálový parťák       | Roswell | nominace |
| 2013 | Teen Choice Award | nejlepší seriálový herec: drama | Pomsta  | nominace |